# Druckverlustklasse
Die Druckverlustklasse gibt den maximalen Druckverlust bei Nenndurchfluss (Q3) eines Wasser- oder Wärmezählers an.
Bei Wasserzählern darf der maximale Druckverlust einschließlich aller Filter und Siebe
- unter Bemessungsbedingungen (Q3) 0,63 bar = 63 kPa nicht übersteigen
- bei Überlastdurchfluss (Q4) 1 bar nicht übersteigen.

Es werden fünf Druckverlustklassen definiert, entsprechend der maximal zulässigen Druckverluste in kPa (Normzahlen):
- DP 63 (Standard)
- DP 40
- DP 25
- DP 16
- DP 10 .

Auf Wasserzählern muss die Druckverlustklasse angegeben werden, wenn sie von DP 63 (ΔP 63) abweicht.

## Quelle
- Taschenbuch der Wasserversorgung (Johann Mutschmann / Fritz Stimmelmayr)